# Erich Hoepner
Erich Hoepner (ur. 14 września 1886 we Frankfurcie nad Odrą, zm. 8 sierpnia 1944 w Berlinie) – niemiecki dowódca wojskowy z czasów II wojny światowej w stopniu generała pułkownika.

## Życiorys
Urodził się w domu przy ulicy Halbe Stadt 24 we Frankfurcie nad Odrą, jako syn oficera sanitarnego Kurta Hoepnera i jego żony Elisabeth z domu Kienast. Służbę w armii rozpoczął w 1905.
Walczył w I wojnie światowej, potem służył w Reichswehrze, awansując na generała kawalerii. Po dojściu do władzy przez Adolfa Hitlera stał się jednym z głównych, obok Guderiana i Rommla, entuzjastów broni pancernej i propagatorów strategii wojny błyskawicznej.
W 1938 roku stanął na czele XVI Korpusu, w skład którego wchodziły dwie dywizje pancerne. Za dowodzenie tym korpusem w wojnie przeciwko Polsce otrzymał Krzyż Rycerski. Uczestniczył następnie w kampanii przeciw Francji w 1940 roku i ataku na ZSRR, gdzie najpierw dowodził grupą pancerną, a następnie 4 Armią Pancerną. Po zignorowaniu rozkazu Hitlera zakazującego odwrotu spod Moskwy w styczniu 1942 roku został pozbawiony dowództwa i usunięty z Wehrmachtu. Przyłączył się do opozycji antyhitlerowskiej i był przewidywany przez spiskowców na naczelnego dowódcę sił lądowych. Po nieudanym zamachu na Hitlera 20 lipca 1944 roku został aresztowany, skazany na karę śmierci i powieszony.
Po wojnie uznany został w Niemczech za bojownika ruchu oporu (jego imieniem nazwano nawet szkołę w Berlinie), co spowodowało protesty, gdyż przed konfliktem z Hitlerem dał się poznać jako bezwzględny dowódca, ponoszący odpowiedzialność za zbrodnie wojenne popełniane przez jego żołnierzy.

## Odznaczenia
- Krzyż Żelazny
  - II klasa
  - I klasa
- Order Hohenzollernów
- Krzyż Rycerski Krzyża Żelaznego (27 października 1939)
- Szpanga Krzyża Żelaznego II Klasy[3]
- Szpanga Krzyża Żelaznego I Klasy[3]
- Krzyż Honorowy dla Walczących na Froncie[3]

## Literatura
- Mitteilungen, Historischer Verein zu Frankfurt (Oder) e. V., 1. Heft 1992
- Jürgen Schmädicke u. Peter Steinbach, Der Widerstand gegen den Nationalsozialismus; München 1986
- Heinrich Bücheler, Generaloberst Erich Hoepner und die Militäropposition gegen Hitler; in: Gedenkstätte Deutscher Widerstand Berlin (Hg.), Beiträge zum Widerstand 1933-1945 9
- Heinrich Bacheletem, Hoepner. Ein deutsches Soldatenschicksal des zwanzigsten Jahrhunderts; Herford 1980 u. Berlin 1983 (ISBN 3-8132-0118-X)
- Walter Chales de Beaulieu, Generaloberst Erich Hoepner; 1969 (ISBN B0000BQCTE)
- Geralf Gemser: Darf eine Schule diesen Namen tragen? Zur Vorbildwirkung des Wehrmachtsgenerals Erich Hoepner, Tectum, Marburg 2005, ISBN 978-3-8288-8927-9.
- Samuel W. Mitcham Jr. i Gene Mueller: Generaloberst Erich Hoepner; in: Gerd R. Ueberschär (Hrsg.): Hitlers militärische Elite. Vom Kriegsbeginn bis zum Weltkriegsende Bd. 2, Primus Verlag, Darmstadt 1998, ISBN 3-89678-089-1, ISBN 3-534-12678-5 (Wissenschaftliche Buchgesellschaft), Seite 93-99